# Plebeia variicolor
Plebeia variicolor är en biart som först beskrevs av Adolpho Ducke 1916.  Plebeia variicolor ingår i släktet Plebeia och familjen långtungebin. Inga underarter finns listade i Catalogue of Life.